# Chialingosaurus kuani
Chialingosaurus kuani ("reptil de Chialing de Kuan") es la única especie conocida del género extinto Chialingosaurus de  dinosaurio tireóforo estegosáurido, que vivió a finales del período Jurásico, hace aproximadamente 160 millones de años, en el Oxfordiense, en lo que es hoy Asia.

## Descripción
Chialingosaurus  midió aproximadamente cuatro metros de largo y dos de alto y pesaba apenas 150 kilogramos, mucho menos que otros estegosáuridos posteriores. Poseía dos hileras de placas óseas anchas al principio de la espalda, pero que sucesivamente se convertían en púas en el lomo y en la cola. Su edad le hace una de las más antiguas especies de estegosáuridos. Puesto que era un herbívoro, los científicos piensan que Chialingosaurus comió probablemente helechos y cycas, que eran abundantes durante en el período. Yang en 1959 proporcionó un diagnóstico, enfatizando la complexión esbelta del animal. Pudo haber tenido solo cuatro metros de largo. Sin embargo, las proporciones gráciles pueden haber sido causadas por la edad de subadulto y el resto de los rasgos de diagnóstico fueron de hecho compartidos por otros estegosáuridos. En 1990, Peter Malcolm Galton identificó solo una autapomorfia, el trocánter menor del hueso del muslo es triangular con una base ancha. Susannah Maidment en 2008 incluso mencionó Chialingosaurus kuani entre los taxones de estegosáuridos no válidos en su filogenia de Stegosauria. Esto se basó en el trabajo previo de Maidment & Wei en 2006 en el que los autores no pudieron identificar autapomorfias o combinaciones de caracteres únicos para Chialingosaurus , por lo que es un nomen dubium. Yang modeló Chialingosaurus tomando como base Kentrosaurus. Habiendo encontrado algunas placas y bases de espinas, sugirió que las placas se colocaran en las partes superiores delanteras del animal, las espinas en la cadera y la cola.

## Descubrimiento e investigación
Los restos fósiles del Chialingosaurus  fueron descubiertos en 1957, en la Formación Shangshaximiao, Sichuan, China, siendo el género descrito por Yang Zhongjian en 1959 a partir de un esqueleto muy parcial perteneciente a un juvenil. El nombre fue tomado del río Chialing, al sureste de este país. Chialingosaurus representa al miembro de la familia Stegosauridae más antiguo que se conoce, siendo considerado como el ancestro de todas las formas posteriores, aunque esto es difícil de averiguar debido a lo incompleto del espécimen tipo que fue complementado en 1978 por Zhou, del Museo Municipal de Chongqing.
Los fósiles de Chialingosaurus fueron recolectados por el geólogo Kuan Yaowu o Guan Yao-Wu en 1957, en Taipingstai en el condado de Quxian , mientras inspeccionaban el río Chialing en el sur de China. La especie tipo Chialingosaurus kuani fue nombrada y descrita por el paleontólogo Yang Zhongjian, conocido en occidente como "CC Young" dos años después, en 1959. El nombre genérico se refiere a Chialing. El nombre específico honra a Kuan. Chialingosaurus fue el primer estegososaurio descrito en China.
El holotipo, IVPP 2300, se encontró en una capa de la Formación Shaximiao Superior, que data del Oxfordiano- Kimmeridgiano. Consiste en un esqueleto parcial que carece del cráneo. Contiene seis vértebras, los coracoides, el húmero, un radio derecho y tres espinas. El material original ha sido complementado después en noviembre de 1978 por Zhou Shiwudel Museo Municipal de Chongqing. Un segundo espécimen, CV 202, fue referido. Representa un esqueleto con un cráneo parcial y mandíbulas inferiores, algunas vértebras y elementos de las extremidades y cuatro placas. Zhou consideró probable que el holotipo y CV 202 representaran a un solo individuo, ya que el material no se superponía. Un tercer espécimen, CV 203, un esqueleto parcial que carecía del cráneo, se convirtió en el paratipo. Todos los especímenes son juveniles o subadultos. En 1999, Li Kui , Zhang Yuguang y Cai Kaiji mencionaron una segunda especie, Chialingosaurus guangyuanensis. No se proporcionaron una descripción sin embargo, y el nombre se ve como nomen nudum.

## Clasificación
Yang en 1959 colocó Chialingosaurus en Stegosaurinae dentro de los Stegosauridae. En 1969, Rodney Steel sugirió que Chialingosaurus podría haber sido un antepasado temprano de otros estegosáuridos. Sin embargo, Galton en 2004 recuperó una posición más bien derivada, aunque de hecho cerca de Kentrosaurus. Dong confirmó la ubicación en el Stegosaurinae .